# حسین آتش‌پرور
حسین آتش‌پرور (زاده ۲۰ آبان ۱۳۳۱ دیسفان - گناباد - خراسان) داستان‌نویس و منتقد ادبیات داستانی، از داستان نویسان نسل سوم ایران است.
فصلنامه ادبی نوشتا به صاحب امتیازی حسین واحدی پور (مدیر نشریات خبر) محمد حسین مدل (سردبیر) با همکاری حسین آتش پرور (دبیر داستان) از شماره اول (بهمن ۱۳۸۵) تاکنون منتشر می‌شود.
این نویسنده روز ۲۸ اردیبهشت ۱۳۹۳در کنگره ملی خیام سخنرانی کرد. او همچنین داور نهایی جایزه مهرگان ادب می‌باشد.
حسین آتش‌پرور در برخی از آثار داستانی خود مانند مجموعه داستان‌های «ماهی در باد»، «اندوه» و رمان «خیابان بهار آبی بود»، با کاربست خلاقانه مؤلفه‌های بومی گناباد از قبیل گویش، فرهنگ، آداب و رسوم، اسطوره‌ها و … تصویری از سیمای مردم این منطقه را وارد ادبیات داستانی ایران کرده‌است. به همین خاطر به رسم ادب، ترویج فرهنگ سپاس و برای بهره بردن بیشتر از توانمندی‌های این نویسنده، با تصمیم جمعی از اعضای انجمن ادبیات داستانی گناباد به «خوانه داستان حسین آتش پرور» نامگذاری شد.
دویست و چهل و یکمین نشست از جلسات صبح پنجشنبه‌های بخارا به دیدار و گفت‌وگو با آتش‌پرور گذشت. این برنامه با حضور: محمد قاسم‌زاده، بهرام پروین‌گنابادی، رضا عابد و علی دهباشی؛ ساعت نه و نیم صبح پنجشنبه سوم شهریور ۱۴۰۱ در مدرسه فیلمسازی و پژوهش‌های سینمایی هیلاج (به نشانی: خیابان ایرانشهر، کوچه سمندریان (مهاجر)، پلاک ۲۲) برگزار شد.
همچنین نوشتا 54 با آثاری از این نویسندگان:                                                
حسین آتش پرور/ گودرز ایزدی/ کوشیار پارسی/ حبیب پیریاری / حسن تاجدینی/  احمد حسن زاده /   ابوالفضل حسینی/   نسیم خاکسار /  کیهان خانجانی /  محمود سروقدی /  نادر شهریوری(صدقی) /  رضا عابد / بهناز علیپورگسگری /  الهام عیسی پور / امید کامیار نژاد/    فرهاد کشوری / محمد حسین مدل/  محبوبه موسوی / محسن میهن دوست / حسین ورجانی
در 160 صفحه شماره ( زمستان 1401) خود را به پرونده ادبی حسین آتش پرور اختصاص داده است.
آوانگارد
عصر اول آوانگارد از سلسله نشست های تخصصی شعر و داستان به حسین آتش پرور اختصاص داشت . این جلسه عصرپنجشنبه 7 اردیبهشت 1402 در تهران، کتابفروشی فرهنگان قریب، خیابان دکتر قریب. پایین تر از نصرت. بین کوچه های اولیا و سوسن، به همت احمد بیرانوند. همراهی محمد حسین مدل و رضا روزبهانی و اجراء حبیب پیریاری برگزار شد.در این جلسه پروین سلاجقه. رضا عابد و محبوبه موسوی به بررسی آثار این نویسنده پرداختند. در این جلسات به شاعران و نویسندگانی پرداخته می شود که در کارنامه خود نقشی مهم در ایجاد یا احیای جریان های جدی در حوزه شعر و داستان داشته یاشند  
مجله ادبی سیاه مشق
شماره 25 تابستان 1402
پرونده ادبی حسین آتش پرور
با آثاری از: حسین آتش پرور. علیرضا آدینه فر. محمدرضا اردکانی. جواد اسحاقیان.  سعید اسکندری.سینا بهمنش. حبیب پیریاری. محمد جانبازان.منصوره جعفری. نوشین جم نژاد. غلامحسین چهکندی نژاد.فاطمه حاجی پروانه.رژ حلبچه ای/ماشاا... خاکسار. کیهان خانجانی. محمود دهقانی.بهار رشیدی پور.علی شیانی. شهرام شیدایی. مریم عربی. رها فلاحی. متین کرمی.حدیث کهنسای.شمس لنگرودی.علی معصومی.منصور ململی. ونوس میرعلی یاری سروش نزاهی.شراره یقینی منتشر شد 

## زندگی
حسین آتش پرور در ۲۰ آبان ۱۳۳۱ در دبستان گناباد خراسان به دنیا آمد. او از سال ۱۳۴۰ در مشهد زندگی می‌کند.

## بررسی آثار
اواخر دهه چهل آغاز نویسندگی حسین آتش پرور است. داستان‌های اولیه او در بهار سال ۱۳۵۱ در روزنامه خراسان به چاپ رسید. آثار او به صورت کتاب برای اولین‌بار، در مجموعه داستان «دریچه تازه» همراه با داستان‌هایی از محمود دولت‌آبادی، اصغر الهی و چند نفر دیگر در سال ۱۳۶۷ منتشر شد.
در سال ۱۳۶۹ مجموعه داستان «خوابگرد و داستان‌های دیگر» به کوشش او به چاپ رسید که در این کتاب داستان «آواز باران» از او به همراه آثاری از هوشنگ گلشیری، قاضی ربیحاوی و دیگران آمده‌است.
پس از آن در سال ۱۳۷۲ مجموعه داستان «اندوه» و در سال ۱۳۸۴ رمان «خیابان بهار آبی بود» از او منتشر شد، وی درسال‌های بعد از آن آثار دیگری از جمله مجموعه داستان «ماهی در باد» و کتاب «کوزه‌ها در جست‌وجوی کوزه‌گر» را منتشر کرد.
حسین آتش پرور در کتاب «کوزه‌ها در جستجوی کوزه‌گر» به ساختارشناسی داستانی ترانه‌های خیام می‌پردازد.
مجموعه داستان ماهی در باد اثر داستانی منتشر شده دیگری از اوست که در سال ۱۳۹۰ برنده اولین دوره جایزه مطبوعات ادبی لوح زرین سیمین دانشور گردید
و این داستان تاکنون بارها تجدید چاپ شده‌است.
پس از آن در سال ۱۳۸۴ کتاب خانهٔ سوم داستان:بررسی شکل و ساخت - داستان‌های برگزیده نسل سوم داستان نویسان ایران، که اثری از نظرگاه این نویسنده است از او منتشر شد.
همچنین من و کوزه کتابی در شکل و ساخت داستانی ترانه‌های خیام و اینکه چگونه شعر به داستان نزدیک می‌شود، یک کار پژوهشی- تحقیقاتی خلاقانه است.
چهارده سالگی بر برف
رمان دیگری از او است که در سال ۱۳۹۸ منتشر شده‌است. اثری متفاوت با دیگر کارهای این نویسنده. در این داستان همه چیز در گمشدگی شخصیت، و یک جا بحایی - جانشینی و در نهایت استعاره و عدم قطعیت می‌گذرد.
از سوی انجمن مطالعاتی آثار داستانی متفاوت (واو) در هفدهمین دوره خود(۱۳۹۸) چهارده سالگی بر برف را برای نثر و زبان شفاف، پاکیزه، یکدست و در خور توجه و همچنین سیالیت روان روایت میان خیال و واقعیت به عنوان رمان شایستهٔ تقدیر سال ۱۳۹۸ معرفی کرد.
ماه تا چاه
در ماه تا چاه شهر به عنوان یک متن دیده می شود.نویسنده درجستجوی خیابانی است که سمبل شهرش باشد، اما با عبور از آن ها، تصویرهایی درذهنش شکل می گیرد که خیابان ها و مکان ها می شود شخصیت داستان. در اصل نویسنده در این داستان دنبال هویت گمشده ی خود می گردد.
ماه تا چاه داستان بلندی است که از خرده روایت های مستقل شکل گرفته است؛خرده روایت هایی که در ساخت،از قطعات رئالیستی، به فرازهای سوررئالیستی می رسد. این خرده روایت های پوست پیازی لایه لایه، هر کدام ضمن استقلال، روایت کل را می سازند و در جهت مفهوم بخشی داستان، هرکدام نقش ویژه خود را دارند.
ممکن است در فرایند داستان  به گسیختگی هایی برسیم ، اما آن ها ضمن شکل گیری کلیت منسجم، از یک نظم درونی ارگانیک پیروی می کنند.چنین ساختی امکان انتخاب خوانش دلبخواه را به خواننده می دهد تا او بتواند روایت را  به دلخواه پس و پیش کند.
چاپ اول این کتاب در مارچ 2021 (1399) توسط نشر مهری در لندن و چاپ دوم آن  با ویرایش در نوامبر 2033 (آبان 1402) در انتشارات سرای بامداد تورنتو انتشار یافته است.
همچنین این کتاب  با ترجمه محمد رضا قانون پرور در آگوست 2024 ( شهریور 1403) در آمریکا  با عنوان From the Moon to the Well  منتشر گردید.   

## آثار: داستانی
- ۱۳۶۹ - خوابگرد و داستان‌های دیگر (به همراه آثاری از هوشنگ گلشیری، قاضی ربیحاوی و دیگران)
- ۱۳۷۲ - اندوه (مجموعه داستان)
- ۱۳۸۴ - خیابان بهار آبی بود (رمان نو)
- ۱۳۸۹ - ماهی در باد (مجموعه داستان)
- ۱۳۹۸- چهارده سالگی بر برف (رمان)
- ۱۳۹۹- ماه تا چاه (داستان بلند)

## آثار: پژوهش و نظرگاه
- ۱۳۸۸ - کوزه‌ها در جست‌وجوی کوزه‌گر (ساختارشناسی داستانی ترانه‌های خیام)
- ۱۳۹۴ - خانهٔ سوم داستان (بررسی شکل و ساخت داستان‌های نسل سوم) [نزدیکی داستان به شعر]
- ۱۳۹۸ - من و کوزه (شکل و ساخت داستانی ترانه‌های خیام) [نزدیکی شعر به داستان]
- 1402- داستان های نوشتا [از نویسندگان معاصر ایران 1401-1385] نشر مروارید

## فصلنامه ادبی نوشتا
مجله بین‌المللی ادبیات
فصلنامه ادبی نوشتا به صاحب امتیازی حسین واحدی پور (مدیر نشریات خبر) و سردبیری محمد حسین مدل و با همکاری حسین آتش پرور (دبیر داستان) از شماره اول (بهمن ۱۳۸۵) تاکنون منتشر می‌شود.
حسین آتش پرور از شماره اول با یک داستان به نام (روز باشکوه) و یک مقاله به نام (کوزه‌ها در جستجوی کوزه‌گر) در ساخت داستانی ترانه‌های خیام، همکاری خود را با نوشتا شروع و
از شماره سوم (تیرماه ۱۳۸۶) تاکنون (شماره ۴۸) دبیر بخش ادبیات داستانی این نشریه می‌باشد. 

## داوری‌ها
۱- جشنواره داستان‌های ایرانی: (انجمن ادبیات داستانی خراسان)، از سال ۱۳۸۳ تا سال 1387.
۲- داستان‌های بومی کنام : داور نهایی داستان‌های بومی کنام (سازمان دانشحویان جهاد دانشگاهی مشهد با همکاری معاونت فرهنگی دانشگاه فردوسی مشهد) 1389. 
۳- جایزه مهرگان ادب : داور نهایی هفدهمین - بیست دومین دوره جایزه مهرگان ادب (آثار سال‌های 1394- 1399). 
۴- جایزه ادبی آثار برتر:داور ارشد و مسئول انتخاب هیئت داوران (جایزه ادبی آثار برتر) 1397
۵- جایزه ادبی بین‌المللی ماورا (فارسی زبانان): داوری داستان‌های کوناه دومین جشنواره ادبی بین‌المللی ماورا را در زمستان 1399 

## شکل و ساخت داستانی ترانه‌های خیام
۱- کوزه‌ها در جستجوی کوزه‌گر/نوشتا ۱/ بهمن 1385 
۲- من و کوزه/نوشتا ۱۵/اردیبهشت و خرداد 1389 
۳- پرواز میان اسطوره و تاریخ 
۴- خراسان، نیشابورش را تا بونویس آیرس باد با خود برده‌است کنگره ملی خیام ۲۸ اردبهشت 1393 
۵- داستان در رباعیات خیام/اصفهان/خانه خورشید 
۶- وجود روایت شبه داستانی در رباعیات خیام/ ترجمه حمزه کوتی / العربی جدید 

## جوایز
۱- خیابان بهار آبی بود:
آثار داستانی متفاوت[واو] در سال ۱۳۸۵/یکی از ۵ برگزیده نهایی  
۲- ماهی درباد:
برنده اولین دوره جایزه مطبوعات ادبی (لوح زرین سیمین دانشور)
۳- چهارده سالگی بر برف:
از سوی انجمن مطالعاتی آثار داستانی متفاوت (واو) در هفدهمین دوره خود(۱۳۹۸) چهارده سالگی بر برف را برای نثر و زبان شفاف، پاکیزه، یکدست و در خور توجه و همچنین سیالیت روان روایت میان خیال و واقعیت به عنوان رمان شایستهٔ تقدیر سال ۱۳۹۸ معرفی کرد. 

## هفته نامه شهروند
۱- ایجازِ ساختی/حسین آتش‌پرور – شهروند- ۲۸ ژانویه 2016 
۲- نقدی بر گردش‌های عصرِ رضا فرخفال/حسین آتش پرور – شهروند-۱۸ فوریه 2016 
۳- توهم در شخصیت/حسین آتش پرور – شهروند- ۳۱ مارس 2016 
۴- اندوه/حسین آتش‌پرور – شهروند- ۵ می 1016 
۵- نگاهی به کنیزو نوشتهٔ منیرو روانی پور/حسین آتش پرور – شهروند-۱۴ ژوئیه ۲۰۱۶
۶- سایهٔ همسایه/حسین آتش پرور – شهروند – ۴ می 2017 
۷- فریاد آن هزاران چشم تبریزی/ حسین آتش پرور – شهروند- ۱۴ دسامبر 2017 

## خوانهٔ داستان حسین آتش پرور
یکی از نویسندگان نوگرای معاصر حسین آتش‌پرور است که در برخی از آثار داستانی خود مانند مجموعه داستان‌های «ماهی در باد»، «اندوه» و رمان «خیابان بهار آبی بود»، با کاربست خلاقانه مؤلفه‌های بومی گناباد از قبیل گویش، فرهنگ، آداب و رسوم، اسطوره‌ها و … تصویری از سیمای مردم این منطقه را وارد ادبیات داستانی ایران کرده‌است. به همین دلیل به رسم ادب، ترویج فرهنگ سپاس و برای بهره بردن بیشتر از توانمندی‌های ایشان، با تصمیم جمعی اعضای «انجمن ادبیات داستانی گناباد» نام آن به «خوانه داستان حسین آتش پرور» تغییر یافت و جشن این رویداد نیز در ۱۶ اسفند ۱۳۹۶ در مراسم شب ادبیات گناباد با حضور او و جمعی از چهره‌های ادبی خراسان و اعضای انجمن برگزار شد. 
حسین آتش پرور یک نویسنده ایرانی است و بومی نویس معرفی کردن او، نادیده گرفتن ابعاد وسعت نگر این نویسنده در داستان‌نویسی مدرن ایران است.

## دیدار و نکوداشت
۱- آغاز جشنواره داستان‌های ایرانی - تجلیل از حسین آتش پرور
یکشنبه دوم دی ماه ۱۳۸۶ انجمن ادبیات داستانی خراسان
هادی مظفری - دبیر جایزه داستان‌های ایرانی گفت:
ازحسین آتش پرور - داستان‌نویس پیشکسوت خراسانی - هم به خاطر توجه به آداب و رسوم مردم ایران قدردانی خواهد شد. آتش پرور متولد ۱۳۳۱ در دیسفان گناباد است. او از ۳۰ سال قبل نوشتن را به صورت جدی آغاز کرده و علاوه بر داستان، به کار نقدنویسی نیز مشغول است. مجموعه داستان «اندوه» و رمان «خیابان بهار آبی بود» از جمله آثار اوست.
۲- مثل همه عصرها چهارشنبه ۲۷ اردیبهشت ۱۳۹۰
سالن قطب علمی فردوسی‌شناسی دانشکده ادبیات دانشگاه فردوسی مشهد
۳- دیدار هنرمندان و نویسندگان گناباد با حسین آتش پرور ۱۳ شهریور

## جلسات دربارهٔ آثار
۱- خوانش اسطوره ای داستان کوتاه ماهی در باد: از حسین آتش پرور
دانشگاه فردوسی – مشهد- ۹–۱۰- آبان ۱۳۸۸
همایش ملی و میان رشته‌ای آب و ارزش‌های فرهنگی آن- اسحاقیان جواد
فهرست صفحه 45
۲- توصیف و تحلیل داستان سوررئال ماهی درباد از: حسین آتش پرور
براساس نظام گذرایی هلیدی و متیسن(۲۰۰۴)
خانم وحیده ملاکی
با همکاری: دکتر عباسعلی آهنگر- دانشیارگروه زبان و ادبیات انگلیسی.
کنفرانس ملی ادبیات و زبان‌شناسی – دانشگاه بیرجند
چهارشنبه ۳۰ مهر- پنجشنبه ۱ آبان 1393

## نگاه دیگران به آثار
جواد اسحاقیان :
۱- چینه‌های رمان نو در کتاب خیابان بهار آبی بود [مجله جهان کتاب، اردیبهشت ۱۳۸۵ - شماره ۲۰۵ (۲ صفحه - از ۳۳ تا 34)]
۲- خوانش اسطوره ای داستان ماهی در باد [نوشتا ۱۶- تیر- مرداد- شهریور 1389]
۳- خوانش اسطوره ای داستان کوتاه ماهی در باد
فرخنده آقایی :
مجموعه داستان "ماهی در باد [مرور- ادبیات ایران]
حسین ایمانیان:
۱- دربارهٔ مجموعه داستان ماهی درباد [روزنامه شرق-  دوشنبه ۱۸ مرداد ۱۳۸۹ - شماره ۱۰۳۲- ص ۸]
۲- آری‌گویی به باقی‌مانده‌ها : حاشیه‌نویسی بر مجموعه قصّهٔ «اندوه»، نوشتهٔ حسین آتش‌پرور [رایو زمانه -  ۲۳ فروردین ۱۳۹۷]
حسین پاینده:
از پرچم داران سوررئالیسم در ادبیات معاصر ایران: مجموعه داستان ماهی در باد از حسین آتش پرور [خبر گزاری مهر-  تاریخ:۱۳۹۱/۰۹/۲۹ - کدخبر 1762633]
بها الدین مرشدی:
بومی گرایی و تلفیق سبک‌ها در مجموعه داستان ماهی در باد [روزنامه شرق-  پنجشنبه ۱۸ شهریور ۱۳۸۹  شماره  ۱۰۵۸  ص ۱۵]
بهناز علیپور گسگری:
حضور و غیاب اندیشه در مجموعه داستان ماهی درباد [روزنامه شرق- یکشنبه ۱۱ اردیبهشت ۱۳۹۰ شماره ۱۲۳۵  ص  13]
صدیقه نارویی:
درهم آمیزیِ فرم و محتوا در مجموعه داستان ماهی در باد [روزنامه خبر جنوب- پنج شنبه  ۷ مهر ماه  ۱۳۹۰  شماره  ۸۸ ۱۵  ص ۱۲]
سعید اسکندری:
نگاهی به رابطهٔ شکل و محتوا و نوعی از شاعرانگی در داستان اندوه نوشتهٔ حسین آتش پرور [نوشتا ۳۰- فصلنامهٔ بین‌المللی ادبی– فرهنگی- هنری/ زمستان ۱۳۹۵-ص ۶۰- ۶۶]
داریوش احمدی:
گذشته پرشکوه فقر: جستاری در آثار حسین آتش پرور [برگ هنر دوماهنامه  ادبیات داستانی- شماره ۱۵، آذر و دی 1396]
فاطمه جنتی پور:
صور فلکی رنج: روایت‌گری‌های حسین آتش پرور [نوشتا ۳۶- فصلنامهٔ بین‌المللی ادبی– فرهنگی- هنری/ تابستان ۱۳۹۷-ص ۴۰-۴۵]
محمود دهقانی:
نگاهی به داستان کوتاه ماهی درباد [نوشتا ۳۷- فصلنامه بین‌المللی ادبی- فرهنگی- هنری/ پاییز ۱۳۹۷- ص۱۰-۱۵]
گودرز ایزدی:
لفظ اندک و معنای بسیار از ویژگیهای داستان اندوه است [خبرگزاری کتاب ایران- ایبنا]
پسامدرن داستانی:
نگاهی بر شگردهای فراداستان در رمان چهارده سالگی بر برف  [نوشتا ۴۱ - پاییز ۱۳۹۸]
فرهاد کشوری:
چهارده سالگی بر برف از زبان فزهاد کشوری 
مهدی گنجوی:
نگاهی به چهارده سالگی بر برف  بایگانی‌شده  در ۱۷ اوت ۲۰۲۰ توسط Wayback Machine
شراره یقینی:
خوانش کتاب چهارده سالگی بر برف 
نادر شهریوری (صدقی)
همنوایی جهان و صورت
شکل‌های زندگی دربارهٔ حسین آتش پرور و داستاهان‌هایش 
مسعود بهنود:
مرور بر کتاب ماه تا چاه به قلم حسین آتش پرور 
جواد اسحاقیان:
از هنر رمان کوندرا تا ماه تا چاه حسین آتش پرور- نشر مهری  
روزبه جورکش:
قتل‌عام خاطرات خوش در مشهد:
نسبت ادبیات و شهر در
" ماه تا چاه " حسین آتش پرور
رادیو زمانه 

## بازتاب آثار نویسنده در پایان‌نامه‌های کارشناسی ارشد
۱-دانشگاه تهران- دانشکده ادبیات و علوم انسانی
عنوان پایان‌نامه: بررسی تأثیر آثار آلن رب‌گری یه بر داستان‌نویسی جدید ایران با تأکید بر نظریه دریافت
پایان‌نامه جهت اخذ درجه کارشناسی ارشد در رشته زبان و ادبیات فارسی
نگارنده: نیکو فریگام
استاد راهنما: دکتر محمدحسین محمدی
استاد مشاور: دکتر فریده علوی
اردیبهشت ۱۳۹۲
نگارنده در عنوان فرعی :مرز لرزان سورئالیسم و رمان نو در ایران
به ویژگی‌های میان سورئالیسم و رمان نو در [رمان خیابان بهار آبی بود] و مجموعه داستان[ماهی درباد] می‌پردازد:
رمان خیابان بهار آبی بود از رمان‌های چاپ شده در دهه هشتاد نوشته حسین آتش پرور که مکرر رمان نو خوانده می‌شود، نویسنده در کنار بهره گرفتن از برخی مؤلفه‌های مشترک میان سورئالیسم و رمان نو مانند روایت پاره‌پاره یا کلاژ (که در آثار رب‌گری یه به وفور دیده می‌شود و از علایق خاص او در نگارش است) نشان دادن رئالیسم خاص نویسنده دربارهٔ مکان‌هایی با اسامی واقعی مانند دیسفان، مشهد و گناباد که در کتاب مطابق حقیقت واقع آن مکان‌ها توصیف نشده‌اند و بهره‌گیری مناسب از فضایی در هم و بدون زمان، رمان گاه بدون مرزی مشخص وارد مفاهیمی سورئال می‌شود. قهرمان کتاب در فضایی ملموس و واقعی (خیابان دانشگاه) در حال راه رفتن است که باران می‌بارد و لباس‌های رهگذران را ازتنشان می‌شوید ولباسهایی با رشته‌هایی از باران سرخ به آن‌ها می‌پوشاند. ۲ نویسنده در پاسخ سؤال من دربارهٔ وارد شدن صحنه‌های سورئال به رمان می‌گوید:
"بله خیابان دانشگاه واقعیت است و باریدن باران و شستن لباس‌ها و…، فراواقعیت و من ناگهان از واقعیت به فراواقعیت می‌روم و مرز این دو برداشته می‌شود. (" نقل از آتش پرور) مجموعه داستان ماهی در باد این نویسنده که در سال ۱۳۸۹ چاپ شده‌است نشان می‌دهد گرچه او در پی آزمودن شیوه‌های نوین در روایت و آزمودن فرم‌های گوناگون است اما بیشتر نویسنده ای سورئال است تا آن که متأثر از نویسندگان رمان نو فرانسه باشد. در کتاب صحنه‌های دیگری نیزهستند که موجب می‌گردند این رمان در عین برخورداری از چندی از مؤلفه‌های رمان نو، به رمانی سورئال نزدیک تر باشد تا رمان نو. صفحه ۴۱–۴۲ پایان‌نامه
۲- دانشگاه سیستان و بلوچستان
عنوان پایان‌نامه: بررسی مقایسه ای مؤلفه‌های دومکتب رئالیسم اجتماعی و سوررئالیسم در شش داستان‌های کوتاه زبان فارسی بر اساس نظام گذرایی هلیدی و متیسن (۲۰۰۴) پایان‌نامه کارشناسی ارشد در رشتهٔ زبان‌شناسی همگانی
استاد راهنما: دکتر عباسعلی آهنگر
استاد مشاور: دکتر اسماعیل نور محمدی
نحقیق و نگارش: وحیده ملاکی
بهمن ۱۳۹۳
در این پایان‌نامه به بررسی سه داستان کوتاه [ماهی درباد] [ساس] [شبح وقتی قرار است خیس باشد] با توجه به مکتب سوررئالیسم بر اساس [نظام گذرایی هلیدی و متیسن (۲۰۰۴)]
پرداخته می‌شود
۳- دانشگاه پیام نور مرکز مشهد
پایان‌نامه کارشناسی ارشد رشتهٔ زبان‌شناسی
گرایش: همگانی
عنوان: بررسی سبکی رمان «خیابان بهارآّبی بود» براساس نظریه نقش گرای نظام مند هلیدی و متیسن ۲۰۰۴
استاد راهنما: دکتر سعید غنی آبادی
استاد مشاور:دکتر سید محمد حسینی معصوم
نگارنده: محمد حسین هدایتی خلیل‌آباد
دی ۱۳۹۶
در این پایان‌نامه به بررسی رمان [خیابان بهار آبی بود۱۳۸۴] با توجه به نظریه نقش گرای نظام مند هلیدی و متیسن ۲۰۰۴ پرداخته می‌شود.
۴- دانشگاه پیام نور مرکز نجف آباد
دانشکده ادبیات و علوم انسانی
پایان‌نامه کارشناسی ارشد
گرایش زبان و ادبیات فارسی
عنوان: ادبیات منثور زندان در عصر پهلوی دوم (داستان-رمان)
استاد راهنما: دکتر حسین مسجدی
استاد مشاور: دکتر ابراهیم ایرج پور
نگارنده: گودرز ایزدی
شنبه ۲۴ شهریور ۱۳۹۷
در صفحه ۲۴۲–۲۴۵ این پایان‌نامه با عنوان: ادبیات زندان در آثار حسین آتش پرور [خیابان بهار آبی بود] به بررسی مورد فوق پرداخته می‌شود

## ویژه حسین آتش پرور
۱- هنگام شماره ۸۰ به کوشش هادی محیط ۲۱ /۸ /۱۳۸۴
۲- شهرزاد شماره ۳ به کوشش حسین ورجانی ۱۳۸۴
۳- حسین آتش پرور کیست مریم حسینیان
۴- چهارمین قسمت کتابخانه خراسان جمال جاویدی- علی رضا کرم
۵- داستان شیراز:
فصلنامه تخصصی ادبیات داستانی و شعر معاصر.
فصلنامه فرهنگی هنری شماره ۶- سال دوم – زمستان ۱۳۹۷
صاحب امتیازی و مدیر مسول: مجید خادم
ویژه نامه با آثاری از:
محسن میهن دوست. محمد حسین مدل. داریوش احمدی. منصور خورشیدی
محمود دهقانی. غلامحسین چهکندی نژاد. حسین ورجانی. حسین بیات. منصور ململی.
سعید اسکندری. سعید ناظمی. فاطمه سادات حنتی پور. ابوالفضل حسینی.
حسین ایمانیان. حسن‌هامان. فریبا عابدین نژاد. کاوه سلطانی. حسین آتش پرور. داستان شیراز:فصلنامه فرهنگی هنری شماره ۶- سال دوم – زمستان 1397.
۶-شماره نوروزی سایت ادبی نورهان
ویژه نامه، مصاحبه با نویسندهٔ معاصر حسین آتش پرور
نقد آثار داستانی حسین آتش پرور 
1. نوآوری و تکنیک‌های تازه در داستان ماه تا چاه / گودرز ایزدی
2. خوانشی بر رمان چهارده سالگی بر برف / حبیب پیر یاری
3. گشودن پنجره‌های آهنی / نقدی بر داستان چشم زنگاری/ امید کامیار نژاد
4. ریخت‌شناسی داستان کوتاه مدال ها/ محمود بدیه
5. پیرامون رمان خیابان بهار آبی بود/ محمود دهقانی
6. نگاهی به داستان اندوه / معین محب علیان

۷- نقد روایت شناسانهٔ داستان اندوه/ ح.ع. تاج الدینی 

## بخشی از گفتگوها
۱- روزنامه‌ها و مجلات
۱- خراسان نیشابورش را تا بونئوس آیریس باد با خود برده‌است. گفتکوی مریم حسینیان با حسین آتش پرور
هوا[هنر و ادبیات]
شماره پنجم و ششم- زمستان ۱۳۸۳- صفحه ۴–۸
نشریه دانشگاه علوم پزشکی مشهد- شماره مجوز ۲۴۹/ک/ ش
صاحب امتیاز و مدیر مسول: سیامک شایان امین
۲-ما در حاشیه نفس می‌کشیم
گفتگو با حسین آتش پرور به بهانه چاپ رمان خیابان بهار آبی بود
محمد جمی
روزنامه اعتماد ملی – سه شنبه ۱۴ فروردین ۱۳۸۶ – شماره ۳۲۷- صفحهٔ ۱۰.
۳-تخیل، واقعیت نویسنده است (قسمت اول)
گفتگو با حسین آتش پرور داستان‌نویس معاصر
حسین فاضلی
چاپ: فصلنامه ادبی – داستانی خوانش / سال دوم / شماره پنجم / بهار ۱۳۸۶
۴-در آبی و خاکستری قصه
قصه‌نویسی از دیروز تا امروز با حسین آتش پرور (علی رضا سمیعی)
روزنامه ایران-پنجشنبه۳۱ خرداد۱۳۸۶ شماره – ۳۶۶۷ صفخه18
۵-امروز با حسین آتش پرور
سایر محمدی
روزنامه ایران- شماره ۳۷۴۴–۱/۷/۱۳۸۶ – ص ۲۴(آخر)
۶-یکشنبه ای که در خیابان بهار قدم زدیم
گزارش و گفتگو
فاطمه خلخالی استاد
هنر- ماهنامه تخصصی هنر و ادبیات- دورهٔ نوین – سال نخست- شماره ۱- آذر ۱۳۸۶- صفحه ۳۲–۳۹
۷-بومی‌نویسی به معنای ایستادن در زمان نیست
گفتگو با حسین آتش پرور
مریم حسینیان
کتاب نخستین جشنواره داستان‌های ایرانی ۱۳۸۶- کانون هنرمندان خراسان صفحه ۸۵–۸۹
۸-نویسنده امروز باید به فکر فردا باشد
گفتگو با حسین آتش پرور
سایر محمدی
کتاب هفته شماره ۲۵۸- شنبه ۲۹ آبان ۱۳۸۹- ص ۱۶
۹-تخیل، واقعیت نویسنده است.
مقاله-گفتگو- نقدبا حسین آتش پرور داستان‌نویس معاصر (قسمت دوم)
حسین فاضلی شهریور – دی ۱۳۸۹
ارمغان فرهنگی (ارمغان بازار- ضمیمه فرهنگی- شماره ۱۳–۱۴-پاییز- زمستان ۱۳۸۹)
۱۰-چه بهتر که هرکس صادفانه خودش را بنویسد.
گفتگوی آرمان با حسین آتش پرور (علی حسن‌زاده)
رونامه آرمان- شنبه ۱۷ تیر ۱۳۹۱ شماره ۱۹۴۵- صفحه 9
۱۱-در یک تصادف دیدم دارم می‌نویسم
گفتگوی بهاالدین مرشدی با حسین آتش پرور
روزنامه فرهیختگان – شنبه اول مهر ۱۳۹۱ – صفحه ادبیات (۶) – شماره ۹۳۳
۱۲-حیات داستان در گرو فرم و محتوای خلاق
حسین آتش پرور در گفتگو با آرمان مطرح کرد (فرهاد کریمی)
رونامه آرمان- چهارشنبه ۲۳ مهر۱۳۹۳ شماره ۲۵۹۲- صفحه 7
۱۳-داستان در رباعیات خیام
گفتگو با حسین آتش پرور
روزنامه اصفهان امروز. شنبه ۲ خرداد ۱۳۹۴- سال یازدهم- دوره جدید- شماره ۲۳۹۰- صفحه ۵- فرهنگ و هنر
۱۴-چگونگی نزدیکی داستان به شعر
گفتگو با حسین آتش پرور مهمان خانه خورشید
روزنامه اصفهان امروز – شنبه ۲۵ اردیبهشت ۱۳۹۵- دوره جدید- شماره ۲۶۶۶- صفحه ۵- فرهنگ و هنر
۱۵-مارکز، چُرِت ادبیات داستانی جهان را پراند
گفتگوی رضا شبانکاره با حسین آتش پرور
صفحه ادبی پرنیان بیرمی- شماره ۴۵۷- یکشنبه ۳ بهمن ۱۳۹۵
۱۶-داستان، نان، آزادی
گفتگو با حسین آتش پرور (محمد بادپر)
کرگدن – مجله هفتگی- شماره پنجاه و دوم- مسلسل ۱۰۴–۲۷ خرداد ۱۳۹۶- صفحهٔ ۹۴
۱۷-داستان‌های خنثی امروزی شگفت زده‌ام نمی‌کند
حسین آتش پرور، داستان‌نویس از دغدغه‌های خود می‌گوید
گفتگو با حسین آتش پرور- وحید حسینی ایرانی
روزنامه شهر آرا - شنبه ۲۰ آبان ۱۳۹۶- شماره ۲۴۰۸ - - صفحه ادب و هنر ۱۰
۱۸-تُنگ تنگِ آقای نویسنده
گفتگو سیاوش گلشیری با حسین آتش پرور نویسنده نسل سوم
ویژه کورش اسدی
برای فردا- بهمن ۱۳۹۶- شماره بیست و یکم- صفحه۹۳–۹۵
۱۹-مشهدی‌ها بومی نمی‌نویسند
حسین آتش پرور از حال و روز ادبیات شهرمان می‌گوید
فاطمه خلخالی استاد
روزنامه شهر آرا – یکشنبه ۱۹ فروردین ۱۳۹۷ شماره ۲۵۱۸ - - صفحه ۷ - ادبیات و اندیشه
۲۰-گفتگو با حسین آتش پرور دربارهٔ جوایز ادبی
فریبا عابدین نژاد
سیاه مشق- نشریه فرهنگی. هنری. اجتماعی- شماره ۱۳- مرداد/ شهریور ۱۳۹۷- صفحه ۶۲–۶۷
۲۱-صبر می‌کنم تا برای مخاطب به دنیا بیایم
همراه با حسین آتش پرور در آستانه انتشار مجدد کوزه‌ها در جسنجوی کوزه‌گر و چند کتاب دیگر
رسول آبادیان
روزنامه اعتماد-شنبه ۷ مهر ۱۳۹۷- سال شانردهم- شماره ۴۱۹۴- صفحه ۸–۹ هنر و ادبیات
۲۲- همه شاعران ما حس روایتگری دارند.
گفتگو با حسین آتش پرور به مناسبت انتشار کتاب: من و کوزه
رسول آبادیان
روزنامه اعتماد- یکشنبه ۱۸ فروردین ۱۳۹۸- سال شانزدهم- شماره ۴۳۳۶ صفحه ۸–۹ هنر و ادبیات
۲۳- نویسنده‌های ما به جای همه حرف می‌زنند
گفتگوی وحید حسینی با حسین آتش پرور
۲- خبر گزاری ها- فضای مجازی
۱- خبرگزاری مهر- ۲۶ آذر ۱۳۸۶- آغاز جشنواره داستان‌های ایرانی و تجلیل از حسین آتش پرور
۲- ایسنا- ۸ آبان ۱۳۸۹- حسین آتش‌پرور نگارش رمان بلندش را از نیمه گذراند
۳- پایگاه خبری آفتاب، آفتاب نیوز- ۱۶ آبان ۱۳۸۹- گفتگو با حسین آتش پرور
۴- ایسنا-۲۴ اردیبهشت ۱۳۹۰ - نشستی برای حسین آتش‌پرور برگزار می‌شود
۵- ایسنا- ۲۰ آبان ۱۳۹۲ - حسین آتش‌پرور- خیام مینی‌مالیست‌ترین نویسنده جهان است
۶- ایلنا- ۶ خرداد ۱۳۹۵- حسین آتش پرور در گفتگو با ایلنا: اگر برای فرهنگ هزینه نکنیم باید برای زندان خرج کنیم/ رغبت نمی‌کنیم کتاب بخریم
۷- ایبنا- ۲۶ آبان ۱۳۹۶ - حسین آتش پرور در گفتگو با ایبنا: وجه غالب داستان‌نویسی ما به فرم‌های وارداتی و تقلید گرایش دارد/ به آینده داستان بسیار خوشینم
۸- سرویس فرهنگ و ادبیات هنرآنلاین- ۲۴ دی ۱۳۹۷ - کتابی دربارهٔ شکل داستانی ترانه‌های خیام به قلم حسین آتش‌پرور- حسین آتش‌پرور از تألیف و انتشار کتاب «من و کوزه» خبر داد.

## دربارهٔ آثار دیگران
۱- فریاد آن هزاران چشم تبریزی: برای هفنادمین سال تولد رضا براهنی. کتابناک، کتاب شهرزاد، ویژه نامهٔ رضا براهنی
۲- اغراق: شگردی در روایت فیلم [اسرار گنج دره‌ی جنی]
۳- نقاش روایت‌های دور
نشانه‌شناسی در شعر باغ دلگشااز حسن عالیزاده
نوشتا ۳۴- زمستان ۱۳۹۶
۴- لوح ۱۱ [چهار فصل کاظم رضا]
نوشتا ۳۵- بهار ۱۳۹۷
۵- شاهکار یا کتابی با تاریخ مصرف محدود [شازده احتجاب]
۶- نگاهی به کارکردهای ادبیات بومی
تفاوت‌های زمان و مکان و زبان، روزنامه اعتماد صفحه 8

## سخنرانی در بزرگداشت
۱- سیمین دانشور:
مراسم بزرگداشت سیمین دانشور شنبه ۶ خرداد ۱۳۹۱در سالن شریعتی دانشکده ادبیات و علوم انسانی برگزار شد.
بنا به گزارش خبرنگار فرهنگی دانشگاه مستقر در دانشکده ادبیات و علوم انسانی دکتر علی شریعتی مراسم بزرگداشت سیمین دانشور عصر روز شنبه ۶ خرداد ماه ساعت ۱۷ در تالار شریعتی دانشکده ادبیات و علوم انسانی و از سوی سازمان دانشجویان جهاد دانشگاهی دانشکده برگزار شد.
در این برنامه فرهنگی جواد اسحاقیان و حسین آتش پور به ایراد سخنرانی در خصوص زندگی و آثار مرحوم سیمین دانشور پرداختند.
۲- کنگره روز ملی خیام نیشابوری
حسین آتش پرور در بیست و هشتم اردیبهشت ۱۳۹۳ روز ملی بزرگداشت حکیم عمر خیام نیشابوری، با عنوان: [خراسان نیشابورش را تا بوئنوس آیرس باد با خود برده‌است] در دانشگاه آزاد نیشابور سخنرانی کرد.
۳- نوآوری‌های داستانی هوشنگ گلشیری
سه گفتار دربارهٔ هوشنگ گلشیری توسط سخنران‌های زیر:
1. حسین آتش پرور:پنج خانه و سه قبر- بررسی نوآوری‌های داستانی گلشیری
2. مهرک کمالی:هوشنگ گلشیری و استراتژی بقا
3. مهدی گنجوی: سیاسی کردن قرون وسطا-حدیث بردارکردن

با موضوعات مطرح شده، در کانون فرهنگی صبا به کوشش مهدی رضانیا (کانادا) در روز یکشنبه ۲۷ دسامبر۲۰۲۰ ساعت ۱۲ به وقت تورنتو در فضای مجازی (زوم) برگزار شد. 
۴ – نشست‌های علمی- پژوهشی؛ عطار و خیام نیشابوری
در نشست‌های علمی- پژوهشی؛ عطار و خیام نیشابوری که در ناریخ‌های ۲۵ فروردین تا ۲۸ اردیبهشت ۱۴۰۰ برگزار گردید، حسین آتش پرور با موضوعهای:
شکل، ساخت و سازه‌های داستان در ترانه‌های خیام و این که: چگونه شعر به داستان نزدیک می‌شود؟ اولین سخنرانی بود که در روز سه شنبه ۲۸ اردیبهشت در ساعت ۳۰/۲۱ متن ایشان خوانده شد.
این همایش در سطح ملی از طرف نهادهای علمی و فرهنگی زیر برگزار گردید:
گروه زبان و ادبیات فارسی دانشگاه حکیم سبزواری
انجمن ترویج زبان و ادب فارسی ایران (شعبه خراسان)
مرکز فرهنگی و بین‌الملل شهر کتاب 

## حوزه‌های کار نویسنده
۱- داستان کوتاه:
۱- اندوه مجموعه داستان کوتاه ۱۳۷۲
۲- ماهی در باد مجموعه داستان کوتاه ۱۳۸۹
۲- رمان و داستان بلند:
۱- خیابان بهار آبی بود رمان ۱۳۸۴
۲- چهارده سالگی در برف داستان بلند ۱۳۹۸
۳- ماه تا چاه داستان بلند ۱۳۹۹
۳- پژوهش و نظرگاه:
۱- خانهٔ سوم داستان (جلد اول) نقد نسل سوم داستان نویسان ایران ۱۳۹۴
۲- من و کوزه شکل و ساخت داستانیِ ترانه‌های خیام ۱۳۹۸
۱- مجله نوشتا از سال ۱۳۸۵ تا کنون۴۷ شماره
۲- جایزه مهرگان ادب داور نهایی دوره‌های ۱۷–۲۲  [سال‌های ۱۳۹۴- ۱۳۹۹]

## دیسفان
حسین آتش پرور بیستم آبان ۱۳۳۱ در دیسفان بدنیا آمد
این روستا در ۲۴ کیلومتری جنوب گناباد و در دامنهٔ رشته کوه [سیاه کوه] که شهرستان گناباد را از شهرستان فردوس جدا می‌کند، قرار دارد.
نام دیسفان در منابع تاریخی اولین بار در کتاب تاریخ حافظ ابرو، تاریخ‌نگار و جغرافی‌دان مشهور عصر تیموری(۷۳۷ – ۸۰۸) خورشیدی در حدود ۶۲۰–۳۰ سال قبل دیده شده اما با توجه به گویش زبان دری و کاربرد زیادی واژگانی که حروف [پ-  چ- ژ- گ] در دیسفان دارند، تاریخ این روستا را به زمان‌های بسیار دور می‌برد.
[در کتاب تاریخ حافظ ابرو،تألیف نورالدین لطف‌الله مشهور به حافظ ابرو،خطی متعلق به کتابخانه ملک تهران که در مقدمه ی آن شرحی راجع به جغرافیای بعضی ایالات ایران نوشته شده و در مجلّد دوم ابتدا درباره ی جغرافیای خراسان نوشته ودر باره ی گناباد هم چند سطر نوشته ولی متأسفانه بیشتر عبارات آن نسخه مغلوط است و ما ابتدا عین عبارت مغلوط را ذکر نموده بعداً صحیح آن را ذکر می‌کنیم: « جنابذ بیست دیه و پنجاه مزرعه از توابع آن است و عولالدن که حاکم قهستان بودند در جنابذ نشستندی و جنابذ به خواف نزدیک است و قرای مشهور این ناحیه این است: قریه ی بلبد، قریه ی پوژد، قریه ی بیدخت، قریه ی فرسی، قریه ی بویمرغ، قریه ی وقاصان، قریه ی وسفان، قریه ی کلاب، قریه ی خانیک و قریه ی خیبری» نام فامیل حکام قهستان همین‌طور مغلوط نوشته شده و گوییا نویسنده هم نتوانسته از روی اصل آن بخواند و مانند نقاشی رو نویسی کرده‌است. بلبد و پوژد هم بیلتد و قوژد است و کلمه ی فرسی شاید سقی باشد و وقاصان و وسفان و کلاب هم رقاصان و (دیسفان) و کلات است.] منبع: تاریخ جعرافیای گناباد- تألیف حاج سلطان حسین تابنده- چاپ دوم- انتشارات حقیقت ۱۳۷۹